# Джеймс Генрі Брестед
Джеймс Ге́нрі Бре́стед (англ. James Henry Breasted; 27 серпня 1865, Рокфорд — 2 грудня 1935, Нью-Йорк) — американський археолог та історик, який займався питаннями єгиптології, а також вливом цивілізацій Стародавнього Близького Сходу на становлення західної і православної цивілізацій. Його праці також торкалися інших важливих аспектів історії Стародавнього Сходу (зокрема, він запропонував термін «Родючий Півмісяць»).

## Біографічні відомості
Джеймс Генрі Брестед народився в Рокфорді, штат Іллінойс. Спочатку працював клерком в місцевій аптеці і в 1882 році отримав диплом фармацевта.
Подальшу освіту він здобув в Північному центральному коледжі (1888) і богословській семінарії м. Чикаго (де вивчив свою першу східну мову — древньоєврейську). Потім закінчив Єльський університет (1891), де зацікавився єгиптологією, і продовжив навчання у німецького історика Адольфа Ермана в Берлінському університеті (1892—1894).
У 1894 році захистив докторський ступінь з єгиптології, став викладачем Чиказького університету, де в 1905 році отримав звання професора єгиптології та східної історії. У 1919 році він став засновником Східного інституту (Інституту східних культур) в Чикаго — першого закладу в Новому світі, що спеціалізувався на єгиптології, який згодом перетворився на один із провідних світових центрів орієнталістики.
Брестед був дійсним членом Національної академії наук США з 1923 року, у 1928 р. — президент Американської історичної асоціації, член-кореспондент Британської академії від 1934 р. і Берлінської академії наук (з 13 червня 1907 р.).
Помер від пневмонії в 1935 році в місті Нью-Йорк, по поверненні з Єгипту, і був похований в рідному місті Рокфорді. На місці його поховання було встановлено пам'ятник у формі кубу з асуанського граніту, подарованим урядом Єгипту.

## Нагороди
- 1924 — Месенджерівські лекції[en].

## Праці
Головним твором Брестеда була його
- «Історія Єгипту від прадавніх часів до перського завоювання» (англ. A History of Egypt, 1905), яка зберігає свою цінність до цих пір і є однією із основних фундаментальних праць, що охоплюють всю історію Стародавнього Єгипту. Його перу належать також такі твори, як
- «Древні пам'ятники Єгипту» (англ. Ancient Records of Egypt, 1907) і
- «Прадавні часи» (англ. Ancient Times, 1916).